# الفيلق اليهودي
الفيلق اليهودي هو اسم غير رسمي استُخدم للإشارة إلى 5 تشكيلات عسكرية من المتطوعين اليهود الذين حاربوا في صفوف القوات البريطانية والحلفاء خلال الحرب العالمية الأولى بدءا من الكتيبة رقم "38" إلى الكتيبة رقم "42". وقد بلغ عدد أفراد كل هذه التشكيلات نحو 6400 فرد.
ترجع فكرة هذه التشكيلات إلى تصور قيادات الحركة الصهيونية إلى ضرورة مساعدة بريطانيا كقوة استعمارية حتى تساعدهم على تأسيس وطن قومي لليهود في فلسطين وقد واجه اليهود في بريطانيا صعوبات في بداية الأمر في مطالبهم هذه حيث تجاهلتهم وزارة الدفاع البريطانية وهاجمها تيارات من اليهود الرافضين لفكرة تهجير اليهود إلى فلسطين مفضلين الاندماج في مجتمعاتهم الأم، واليساريون في أوساط الشباب اليهودي في بريطانيا. إلا أن الأجواء في بريطانيا في ذلك الحين كانت مليئة بمشاعر معاداة اليهود الأجانب الوافدين من روسيا ويكسبون رزقهم في بريطانيا دون تحمل أعباء الدفاع عنها. لذلك سارعت الحكومة البريطانية بتجنيد هؤلاء لتهدئة مشاعر الغضب من وضعهم الفريد (بحسب الدكتور المسيري) فكان تجنيد الكتيبة "38" حملة البنادق الملكية من العام 1915م إلى العام 1917م، وتولى قيادتها الضابط البريطاني جون باترسون. وقد تلقت هذه الكتيبة تدريباتها في بريطانيا ومصر ثم توجهت إلى فلسطين.
وعندما دخلت الولايات المتحدة الحرب وافقت الحكومة الأمريكية في يناير عام 1918م على تشكيل كتيبة من اليهود الأمريكيين ومن اليهود المتطوعين من الأرجنتين وكندا باسم الكتيبة "39" ونقل قسم منها إلى مصر وشرق الأردن في نفس العام ونقل الجزء الأعظم منها إلى فلسطين بعد أن وصلت الحرب إلى نهايتها. وعمل على تنظميها ديفيد بن جوريون وإسحاق بن تسفي.
تم تشكيل كتيبة أخرى هي الكتيبة "40"، والتي نظمها فلاديمير جابوتنسكي و«يوسف ترومبلدور» في مصر عام 1915م بناء على اقتراح من قائد الفرقة الاسكتلندية في فلسطين والذي دعا إلى تجنيد اليهود في المناطق التي احتلتها بريطانيا من فلسطين وقد تلقت هذه الكتيبة تدريبها في «التل الكبير» ولكنها لم تشارك في الهجوم على فلسطين في العام 1918م إلا أنها نقلت إلى فلسطين في نهاية ذلك العام.
ومع نهاية الحرب العالمية الأولى كانت تتمركز على أرض فلسطين 3 كتائب يهودية تضم حوالي 5 آلاف فرد شكلوا 15% من جيش الاحتلال البريطاني عرفت باسم الكتيبة العبرية وأصبح شعارهم «المينوراه» اليهودي إلا أنه في العام 1920م تم حل هذه الكتائب نهائيا وضم الكثير من أعضائها إلى الـهاجاناه.

## تأسيس الفيلق اليهودي
في عام 1915، سعى القادة الصهاينة، مثل زئيف جابوتنسكي وجوزيف ترومبلدور، إلى تشكيل قوة عسكرية يهودية لدعم الحلفاء ضد الدولة العثمانية. تم تشكيل "كتيبة راكبي البغال اليهودية" بقيادة الكولونيل البريطاني جون باترسون، وشارك فيها 650 متطوعًا يهوديًا. رغم التحديات، أُرسل 562 منهم إلى جبهة جاليبولي، حيث أظهروا شجاعة كبيرة تحت نيران العدو. لكن الفيلق واجه مشكلات انضباطية، مما أدى إلى فرض عقوبات بريطانية. بعد الحملة الفاشلة، تم حل الفيلق. 

## إعادة التشكيل والمشاركة في معركة غزة
في نهاية عام 1916، أعاد جابوتنسكي تشكيل الفيلق على الجبهة الفلسطينية، حيث تطوع 120 جنديًا يهوديًا. شارك الفيلق في معركة غزة الأولى عام 1917، حيث أظهروا أداءً جيدًا رغم قلة الخبرة. ساهمت مشاركتهم في تعزيز العلاقات بين الحركة الصهيونية والسلطات البريطانية.

## إرث الفيلق اليهودي
على الرغم من حل الفيلق بعد الحرب العالمية الأولى، إلا أن مشاركته شكلت نقطة تحول في التاريخ العسكري اليهودي. ساهمت هذه التجربة في تعزيز الروابط بين الجالية اليهودية والسلطات البريطانية، مما كان له تأثير طويل الأمد على تطورات المنطقة. 

## معرض صور

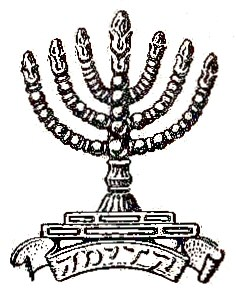
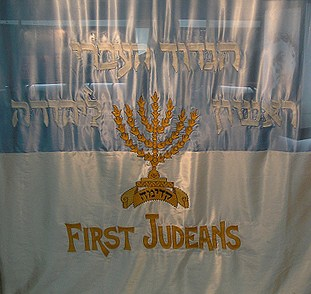